# Введенский, Владимир Фёдорович (священномученик)
Влади́мир Фёдорович Введе́нский (1869, Шуя, Владимирская губерния — 3 апреля 1931, остров Анзер) — священник Русской православной церкви.
Почитается в лике священномучеников. Память совершается 3 апреля (по юлианскому календарю) в день мученической кончины, в Соборе новомучеников и исповедников Российских и 20 июня — в Соборе Иваново-Вознесенских святых.

## Биография
Родился в семье псаломщика. В 1883 году по первому разряду окончил Владимирское духовное училище.
По окончании в 1889 году Владимирской духовной семинарии женился и 10 марта 1891 года был рукоположён во священника к Христорождественской церкви в селе Лежневе Ковровского уезда Владимирской губернии, с 1920-х годов был её настоятелем. В 1922 году был на короткое время арестован в ходе кампании по изъятию церковных ценностей.

### Арест, следствие, приговор и смерть

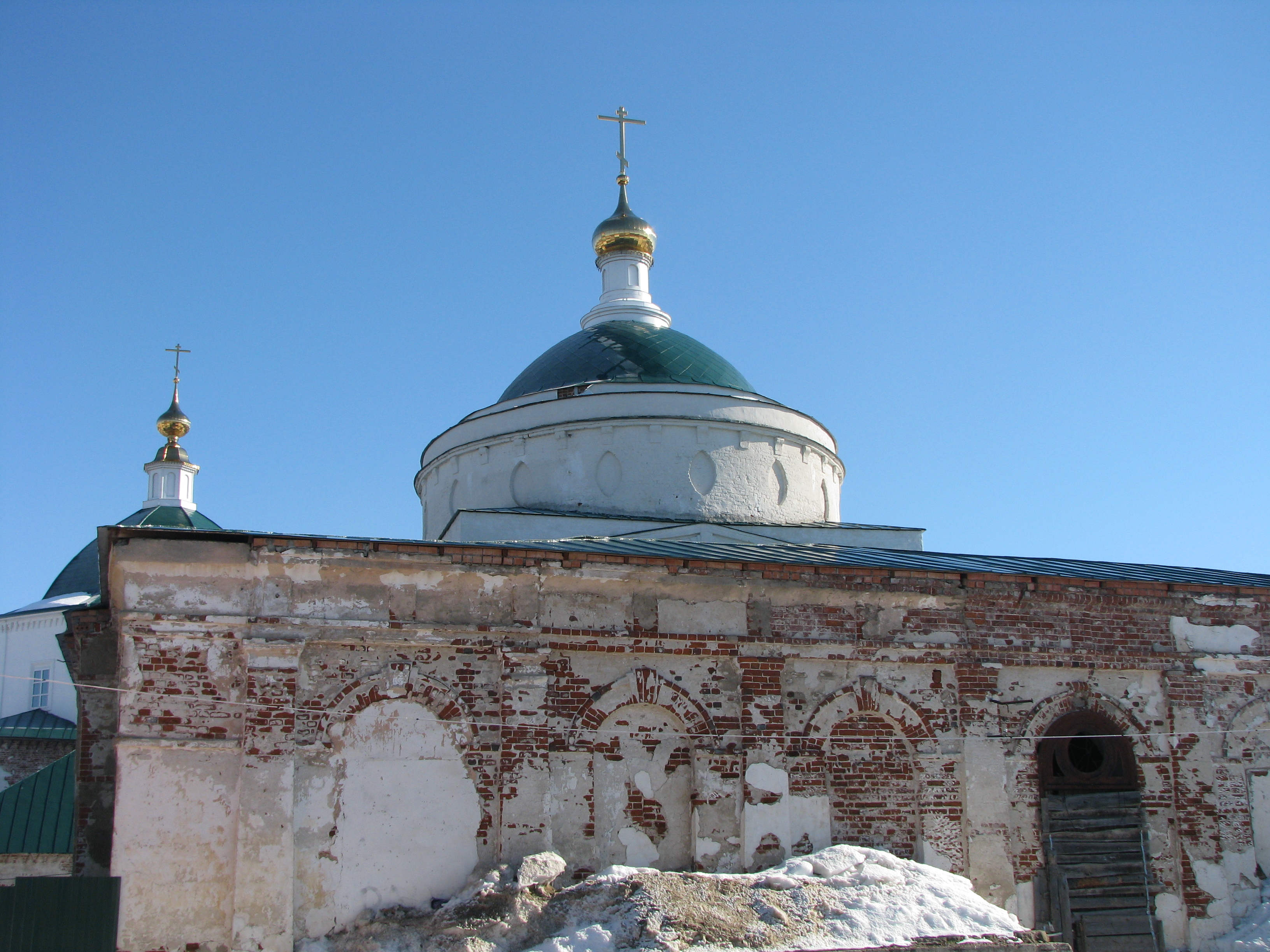
Христорождественская церковь в Лежневе. 2019

В начале 1930 года власти решили закрыть Христорождественскую церковь. 4 февраля отца Владимира арестовали, обвинили в «агитации против колхозов, налогов и других мероприятий советской власти», а также в «антисоветской деятельности» (которая, по мысли властей, заключалась в распространении «религиозных суждений… через церкви, молебны» и проповеди). В предъявленных обвинениях Введенский виновным себя не признал. На вопрос об отношении к обновленчеству, которое благодаря поддержке властей распространилось в этих местах, священник ответил, что ни он, ни церковный причт с обновленцами не согласны.
6 февраля иерей Владимир Введенский был переведён в тюрьму в Шую, одновременно в Лежневе были арестованы другие священники, служившие при храме, члены церковного совета и монахини, нёсшие в храме послушание алтарниц и псаломщиц. 11 февраля следствие было закончено. В обвинительном заключении говорилось, что «антисоветская группа» в Лежневе вела «антисоветскую агитацию и пропаганду, направленную к срыву проводимых мероприятий и возбуждению крестьян и рабочих Лежневского района против советской власти… Встречаясь в церкви после молений под видом решения церковных дел, разрешали вопросы антисоветского характера». 15 февраля тройка ОГПУ приговорила Владимира Введенского к трём годам заключения в лагере. Семья священника (супруга, три дочери и сын) после его осуждения была лишена гражданских прав, сельские власти направляли их на самые тяжёлые общественные работы (лесозаготовки). Ходатайства о восстановлении в правах были отклонены.
30 марта 1930 года Введенский прибыл в лагерь, работал дневальным, сушильщиком белья, сборщиком утильсырья.
5 марта 1931 года администрация Соловецкого лагеря особого назначения характеризовала Введенского как «антисоветски настроенного». В это время он находился на командировке «Голгофа» на Анзерском острове. Здесь при амбулаторном обследовании ему был поставлен диагноз: «Миокардит, артериосклероз, истощение и старческая слабость». 26 марта в связи с ухудшением состояния здоровья отец Владимир был помещён в больницу, располагавшуюся в бывшем Голгофо-Распятском скиту, где вскоре скончался. 5 апреля был погребён на кладбище у Воскресенской церкви на Анзерском острове.

## Причисление к лику святых
Священномученик Владимир Лежневский включён в Собор святых новомучеников и исповедников Российских постановлением Священного синода Русской православной церкви 12 марта 2002 года.
В январе 2018 года в Лежневе на здании, в котором в начале XX века преподавал отец Владимир, установлена мемориальная доска.